# Leptotarsus (Macromastix) flavidipennis
Leptotarsus (Macromastix) flavidipennis is een tweevleugelige uit de familie langpootmuggen (Tipulidae). De soort komt voor in het Australaziatisch gebied.